# Liste der Wappen im Landkreis Jerichower Land
Diese Liste zeigt die amtlich genehmigten Wappen der Verbandsgemeinden, Städte und Gemeinden, sowie Wappen von ehemaligen Landkreisen, Verwaltungsgemeinschaften, Städten und Gemeinden im Landkreis Jerichower Land in Sachsen-Anhalt.

## Landkreis Jerichower Land und Vorgängerkreise
| Landkreis       | Wappen                                 | Kommentare |
| --------------- | -------------------------------------- | --- |
| Jerichower Land | Wappen des Landkreises Jerichower Land | Gestaltet von der Magdeburger Heraldikerin Erika Fiedler, genehmigt durch das Ministerium des Innern des Landes Sachsen-Anhalt am 5. Februar 2008: „Gespalten von Blau und Silber, vorn ein silberner Pfahl, hinten ein schwarzer silbern konturierter und rotbewehrter Kranich.“ Der zum 1. Januar 2007 neugebildete Landkreis führt damit das dem bisherigen Landkreis Jerichower Land am 12. September 1995 durch das Ministerium des Innern des Landes Sachsen-Anhalt genehmigte Wappen weiter. |
| Anhalt-Zerbst   |                                        | Genehmigt durch das Anhaltische Staatsministerium am 18. Dezember 1935, bestätigt durch das Ministerium des Innern des Landes Sachsen-Anhalt am 27. Februar 1995: „Geviert durch ein schwarzes Kreuz, belegt mit einem Herzschild; Feld 1 und 4: in Silber drei (2:1) rote Rosen, Feld 2 und 3: in Rot ein silberner goldbewehrter Adler; der Herzschild zeigt in Silber auf roter, schwarz gefugter Zinnenmauer mit offenem Tor einen schreitenden schwarzen Bären.“                               |
| Burg            |                                        | „Gespalten von Blau und Silber; Es zeigt die gekrönte Maria mit dem Kind auf dem linken Arm, in der Rechten ein Lilienzepter haltend, auf einem mit Wolfsköpfen verzierten Faltstuhl unter einem oben mit drei Zinnentürmen besetzten Kleeblattbogen, ausgefüllt mit von Rosen besteckten Rauten.“ |
| Genthin         |                                        | Genehmigt durch das Ministerium des Innern des Landes Sachsen-Anhalt am 15. Oktober 1990: „Geviert; Feld 1 und 4: von Rot über Silber geteilt; Feld 2: in Blau ein silberner Wellenschräglinksbalken, belegt mit einem goldenen Anker; Feld 3: in Blau eine goldene heraldische Lilie.“ |

## Ehemalige Verwaltungsgemeinschaften
| Verwaltungsgemeinschaft | Wappen | Kommentare |
| ----------------------- | ------ | --- |
| Möckern                 |        | Gestaltet vom Magdeburger Kommunalheraldiker Jörg Mantzsch, genehmigt durch das Regierungspräsidium Magdeburg am 24. Januar 1996 und registriert im Landeshauptarchiv Magdeburg unter der Wappenrollennummer 8/1996: „Gespalten von Gold und Grün; rechts am Spalt eine rote Burg mit drei Zinnentürmen, grünen beknauften Spitzdächern und offenem Tore, darin ein gezogenes Fallgitter, seitlich ein Erker mit grünem beknauften Spitzdach, links pfahlweise gestellt fünf goldene Eichenblätter (3:2) und fünf goldene Ähren (3:2).“ Zum 1. Januar 2005 wurde die Verwaltungsgemeinschaft Möckern aufgelöst. |

## Städte und Gemeinden
| Stadt oder Gemeinde | Wappen | Kommentare |
| ------------------- | ------ | --- |
| Gemeinde Biederitz  |        | Gestaltet vom Magdeburger Kommunalheraldiker Jörg Mantzsch, genehmigt durch den Landrat des Landkreises Jerichower Land am 25. Oktober 2010: „Geviert von Grün und Silber; Feld 1 und 3: drei silberne Eicheln (2:1), Feld 2 und 4: ein blauer Wellenbalken.“ Die Farben der Gemeinde sind: Grün/Silber (Weiß). |
| Kreisstadt Burg     |        | In Gebrauch seit etwa 1500: „In Blau eine goldene Burg mit einem Rundbogentor, in welches ein Fallgitter, bestehend aus fünf spitzenbewehrten schwarzen Stäben und einer schwarzen Querstange, hineinragt, mit geöffneten roten und jeweils zwei verzierten schwarzen Kreuzbeschlägen versehenen Torflügeln, die der Form des Rundbogentores entsprechen; auf der Zinnenmauer zwischen 2 Zinnen gekrönten Türmen, in denen sich je 3 schwarze Rundbogenfenster finden, die eines über zwei angeordnet sind, thronend eine, eine bekreuzte Krone tragend, goldene Mutter Gottes mit langem, auf den Rücken fallendem schwarzen Haar, im langen Gewande, rechtsgewandt sitzend, mit dem unbekleideten Jesusknaben im rechten Arm, mit dem linken Arm über die Oberschenkel geführt, den Jesusknaben unterstützend haltend.“ |
| Gemeinde Elbe-Parey |        | Genehmigt durch den Landrat des Landkreises Jerichower Land am 23. Juli 2007: „Im goldenen Schild mit blauen Wellenflanken eine blaue Lilie zwischen oben drei (1:2) und unten drei (2:1) blauen Rauten.“ Die Gemeindefarben sind – abgeleitet von der Farbe der Wappenmotive und der Tinktur des Schildes – Blau/Gold (Gelb). |
| Stadt Genthin       |        | Wappen beruht auf Siegelführung seit mindestens dem 17. Jahrhundert, genehmigt durch das Regierungspräsidium Magdeburg am 15. September 1995: „Im roten goldbordierten Schild die goldgekrönte Gottesmutter im goldenen Gewand mit dem Kind auf dem rechten Arm.“ |
| Stadt Gommern       |        | Das Wappenbild findet sich auf dem ältesten Stadtsiegel von 1657, genehmigt durch das Regierungspräsidium Magdeburg am 28. Mai 1993: „In Blau ein goldener Schräglinksbalken, begleitet von zwei sechsstrahligen goldenen Sternen.“ Die Stadt erwirkte von der Landesregierung Sachsen-Anhalts das Recht, ihr Wappen, das sich in einem historischen Barockschild etabliert hatte, weiter zu führen |
| Stadt Jerichow      |        | Gestaltet vom Magdeburger Kommunalheraldiker Jörg Mantzsch, genehmigt durch den Landrat des Landkreises Jerichower Land am 22. Juni 2011: „In Blau zwei silberne Kirchtürme mit beknauftem goldenen Spitzdach, Rundbogenfenstern, Schalllöchern und Simsen, dazwischen ein silbernes Kirchenschiff, golden bedacht, mit Fenstern und Simsen. Die Türme begleitet von zwei goldenen Ähren. Der goldene Schildfuß belegt mit einem blauen Wellenbalken.“ Die Farben der Stadt sind: Weiß-Blau. |
| Stadt Möckern       |        | Genehmigt durch den Landrat des Landkreises Jerichower Land am 21. Möckern: „Geviert von Gold und Rot; Feld 1: eine rote Burg mit drei Zinnentürmen, grünen beknauften Spitzdächern und offenem Tor, darin ein gezogenes Fallgitter, seitlich je ein Erker mit grünem beknauften; Feld 2: eine silberne Burg mit gezinnter schwarzgefugter Mauer, offenem Tor und drei Türmen, auf dem Torturm und den drei Türmen blaue Spitzdächer, aus dem Spitzdach des mittleren erniedrigten Turmes ein goldenes Kreuz; Feld 3: drei fächerartig gestellte goldene Ähren; Feld 4: drei fächerartig gestellte grüne Eichenblätter.“ Die Farben der Stadt sind: Rot/Gold (Gelb). |
| Gemeinde Möser      |        | Genehmigt durch den Landrat des Landkreises Jerichower Land am 1. März 2010: „In Silber ein blaues Flechtkreuz mit leicht auseinander geschobenen Kreuzbalken, bewinkelt von oben je zwei diagonal versetzt im Winkel stehenden sechsstrahligen blauen Sternen und unten je einem sechsstrahligen blauen Stern.“ Die Farben der Gemeinde sind: Blau/Silber (Weiß). |

### Ehemalige Städte und Gemeinden
| Stadt oder Gemeinde | Wappen | Kommentare |
| --- | ------ | --- |
| Gemeinde Biederitz Zum 1. Januar 2010 schlossen sich die Gemeinden Biederitz mit dem Ortsteil Heyrothsberge, Gerwisch, Gübs, Königsborn und Woltersdorf zur neuen Einheitsgemeinde Biederitz zusammen. Der frühere Ortsteil Heyrothsberge ist heute eine gleichwertige Ortschaft. |        | |
| Gemeinde Biederitz |        | Gestaltet vom Magdeburger Kommunalheraldiker Jörg Mantzsch, genehmigt durch das Regierungspräsidium Magdeburg am 14. November 1996: „In Rot ein von drei silbernen Eicheln begleiteter silberner Wellenbach, worin ein grüner Hecht schwimmt.“ |
| Gemeinde Gerwisch |        | Genehmigt durch das Regierungspräsidium Magdeburg am 10. Dezember 1993: „Geviert; Feld 1 und 4: in Silber ein schwebendes gradarmiges rotes Tatzenkreuz, Feld 2 und 3: in Blau ein nach links gewendeter schwimmender silberner Fisch.“ |
| Gemeinde Gübs |        | Gestaltet von der Magdeburger Heraldikerin Erika Fiedler, genehmigt durch das Regierungspräsidium Magdeburg am 14. Juli 1995: „Grün über Rot geteilt durch einen silbernen Wellenschrägbalken.“ |
| Ortschaft Heyrothsberge |        | Gestaltet vom Magdeburger Kommunalheraldiker Jörg Mantzsch, gestiftet vom Förderverein der Freiwilligen Feuerwehr Heyrothsberge, eingetragen in die Deutsche Ortswappenrolle des HEROLD unter der Registratur 38 ST am 27. Februar 2015; der Stifter des Wappens übertrug die Nutzungsrechte an den Ortschaftsrat am 6. Mai 2015: „Über goldenem Dreiberg belegt mit drei (1,2) roten Ziegeln und blauem Wellenschildfuß silbern-rot gespalten, vorn auf dem Dreiberg ein roter Turm mit vorgekragten Umlauf und sieben (1,2,2,2) schwarzen Fensteröffnungen, hinten ein schräglinksliegender silberner Kiefernzweig links mit einem Zapfen.“                                                                                           |
| Gemeinde Königsborn |        | Gestaltet von dem Magdeburger Heraldiker Ernst Albrecht Fiedler, genehmigt durch das Regierungspräsidium Magdeburg am 16. August 2000: „In Blau unter einer schwebenden goldenen Krone ein runder, schwarz konturierter silberner Feldsteinbrunnen mit einem auf drei Pfählen ruhenden beknauften kegelförmigen Spindeldach und einem blauen Wasserspiegel.“ |
| Gemeinde Woltersdorf |        | Gestaltet von dem Magdeburger Heraldiker Ernst Albrecht Fiedler, genehmigt durch das Regierungspräsidium Magdeburg am 8. September 2000: „Von Grün über Silber schräglinks geteilt; oben eine silberne Glocke, unten ein silbern konturierter schwarzer Pferdekopf.“ |
| Kreisstadt Burg |        | |
| Gemeinde Niegripp |        | Gestaltet vom Magdeburger Kommunalheraldiker Jörg Mantzsch, gestiftet vom Niegripper Carneval Club e. V. eingetragen in die Deutsche Ortswappenrolle des HEROLD unter der Registratur 46 ST am 29. März 2016: „In Silber über silbernem Wellenschildfuß zwischen zwei beiderseits aus dem Schildrand hervorkommenden roten gefugten Ufermauern ein erniedrigtes geschlossenes schwarzes Schleusentor, darüber ein blauer Schleusenoberbau, bestehend aus Querbalken und zwei gegeneinander geschrägten Pfeilern, in der Mitte ein golden-bewehrter schwarzer Adler mit silbernen Kleestengeln auf den Flügeln.“ Zum 1. Dezember 2002 wurde die Gemeinde Niegripp nach Burg eingemeindet.                                                |
| Gemeinde Reesen |        | Gestaltet vom Magdeburger Kommunalheraldiker Jörg Mantzsch, genehmigt durch den Landrat des Landkreises Jerichower Land am 31. Januar 2008: „In Silber eine rote Lilie mit goldenem Querband, eingeschlossen von einem roten Hirschgeweih, die Rosen der Hirschstangen golden.“ Zum 1. Juli 2009 wurde die Gemeinde Reesen nach Burg eingemeindet. |
| Gemeinde Elbe-Parey |        | |
| - Gemeinde Bergzow - Gemeinde Derben - Gemeinde Ferchland - Gemeinde Güsen - Gemeinde Hohenseeden - Gemeinde Parey - Gemeinde Zerben |        | |
| Stadt Genthin |        | |
| - Gemeinde Dretzel - Gemeinde Gladau - Gemeinde Mützel - Gemeinde Paplitz - Gemeinde Parchen - Gemeinde Schopsdorf - Gemeinde Tucheim |        | |
| Stadt Gommern Zum 1. Januar 2005 schloss sich die bisherige Stadt Gommern mit den Gemeinden Dannigkow, Karith und Vehlitz der Verwaltungsgemeinschaft Gommern zur neugebildeten Stadt Gommern zusammen. Gleichzeitig wurden die Gemeinden Menz, Nedlitz und Wahlitz der aufgelösten Verwaltungsgemeinschaft Biederitz und die Gemeinden Ladeburg und Leitzkau der aufgelösten Verwaltungsgemeinschaft Loburg aus dem Landkreis Anhalt-Zerbst nach Gommern eingemeindet.                                                                                     |        | |
| Gemeinde Dannigkow |        | Gestaltet vom Magdeburger Kommunalheraldiker Jörg Mantzsch, genehmigt durch das Regierungspräsidium Magdeburg am 15. September 1995: „In Grün zwei silberne Wellenbalken.“ Die Farben des Ortes sind Weiß (Silber) - Grün. |
| Gemeinde Dornburg |        | Gestaltet von Ernst Albrecht Fiedler, genehmigt durch das Regierungspräsidium Dessau am 3. Mai 1999: „Im grünen Schild mit silbernem Dornen-Leistenbord ein schwarz strukturierter silberner Turm mit drei Zinnen und zwei schwarzen Rundbogenfensteröffnungen untereinander.“ Die Farben des Ortes sind Weiß (Silber) - Grün. |
| Gemeinde Karith |        | Genehmigt ????: „.“ |
| Gemeinde Ladeburg |        | Gestaltet von der Heraldikerin Erika Fiedler aus Magdeburg, genehmigt durch das Regierungspräsidium Dessau am 9. November 1993: „In Grün eine silberne (weiße) durchgehende Mauer mit Aufsatz über dem offenen Tor, im Aufsatz rechts eine Rundbogennische.“ Die Farben der Gemeinde sind Weiß (Silber) - Grün. |
| Gemeinde Leitzkau |        | Gestaltet von der Heraldischen Gesellschaft „Schwarzer Löwe“ Leipzig, genehmigt durch das Regierungspräsidium Dessau am 9. Juni 1994: „Gespalten von Blau und Silber; vorn ein goldener Bischofsstab mit Quaste, hinten ein roter Schüssel, der Bart rechts und oben, das Schließblatt viereckig.“ Die Farben der Gemeinde sind Gelb (Gold) – Blau. |
| Gemeinde Lübs |        | Gestaltet vom Magdeburger Kommunalheraldiker Jörg Mantzsch, genehmigt durch den Landrat des Landkreises Jerichower Land am 16. Dezember 2008: „In Silber auf grünem Berg zwei unterschiedlich hohe, schwarz gefugte rote Türme aus Bruchsteinmauerwerk, beide mit einer rundbogigen Türöffnung und bekreuztem schwarzen Spitzdach, der niedrigere rechte Turm mit oben balkenweise drei Fenstern und mittig abgesetztem Dach, im höheren linken auf halber Höhe ein Rundfenster und oberhalb davon balkenweise zwei Fenster, zwischen den Türmen ein grüner Schild mit einer goldenen Trappe und drei gefächert aus dem oberen Schildrand wachsenden goldenen Ähren mit Halmblättern.“ Die Farben der Gemeinde sind: Rot/Silber (Weiß). |
| Gemeinde Menz |        | Genehmigt ????: „In Rot auf schwarzem Schildfuß ein silbernes Gotteslamm, eine schwarze Fahnenstange mit einer zweizipfligen und mit einem fünfstrahligen schwarzen Stern belegten silbernen Fahne tragend.“ |
| Gemeinde Nedlitz |        | Genehmigt durch das Ministerium des Innern des Landes Sachsen-Anhalt am 11. September 1992: „Geteilt von Rot über Silber; oben ein silbernes Sensenblatt, unten ein rotes achtspeichiges Rad.“ Die Farben der Gemeinde sind Rot - Weiß (Silber). |
| Gemeinde Prödel |        | Gestaltet von der Heraldischen Gesellschaft „Schwarzer Löwe“ Leipzig, genehmigt durch das Regierungspräsidium Dessau am 4. Juli 1995: „Siebenmal geteilt von Silber über Rot; belegt mit dem grünen Rautenkranz und einem goldenen schräglinken Abtsstab.“ Die Farben der Gemeinde sind Weiß (Silber) – Rot. |
| Gemeinde Vehlitz |        | Gestaltet vom Magdeburger Kommunalheraldiker Jörg Mantzsch, genehmigt durch das Regierungspräsidium Magdeburg am 8. Oktober 1998: „In Blau eine goldene Sichel im Schildfuß liegend, das Blatt nach unten gewendet, dahinter drei goldene Ähren.“ Die Farben der Gemeinde sind Gelb (Gold) - Blau. |
| Gemeinde Wahlitz |        | Gestaltet von Ernst Albrecht Fiedler, genehmigt durch das Regierungspräsidium Magdeburg am 4. Juni 2003: „Im durch einen schräglinken silbernen Wellenbalken geteilten, oben grünen, unten roten Schild eine durchgehende silberne Brücke aus Bruchsteinmauerwerk mit drei Rundbogenöffnungen, die mittlere flacher und breiter den Wellenbalken überspannend.“ Die Farben der Gemeinde sind Weiß (Silber) - Grün. |
| Stadt Jerichow Zum 1. Januar 2010 schloss sich die bisherige Stadt Jerichow mit den Gemeinden Brettin, Demsin, Kade, Karow, Klitsche, Nielebock, Redekin, Roßdorf, Schlagenthin, Wulkow und Zabakuck der Verwaltungsgemeinschaft Elbe-Stremme-Fiener zur neugebildeten Stadt Jerichow zusammen. Die Verwaltungsgemeinschaft Elbe-Stremme-Fiener wurde damit aufgelöst. |        | |
| Gemeinde Brettin |        | Gestaltet von dem Heraldiker Ernst Albrecht Fiedler, genehmigt am 9. Dezember 2002: „Begleitet von einer goldenen Wellenflanke in Blau ein junger goldener Baum an goldenem Pflock, befestigt durch zwei goldene Doppelbänder.“ |
| Gemeinde Demsin |        | Genehmigt durch den Landrat des Landkreises Jerichower Land am 19. Oktober 2009: „In Gold zwischen grünen Flanken pfahlweise drei steigende schwarze Schwalben.“ |
| Stadt Jerichow |        | Gestaltet vom Magdeburger Kommunalheraldiker Jörg Mantzsch, genehmigt 1996: „In Blau der heilige Georg in silberner Rüstung mit offenem Visier, in der rechten Hand eine silberne Kreuzlanze haltend, die linke gestützt auf einen rot/silbern geteilten, im oberen Feld mit einer schwebenden, doppeltürmigen silbernen Kirche belegten Dreieckschild; rechts ein gestürzter, linksgewendeter goldener Drache mit erhobenem Kopf und offenem Rachen.“ |
| Stadt Jerichow (bis 1996) |        | Das Wappen von Jerichow wurde in Gewohnheitsrecht geführt: „In Blau auf grünem Boden ein Ritter in silberner Rüstung, in der Rechten eine silberne Kreuzlanze, in der Linken einen rot-silbernen geteilten Schild mit schwarzen Doppelzinnenbalken haltend, rechts ein fauchender brauner Drache, zu beiden Seiten grüne Pflanzen mit roten Blüten.“ |
| Gemeinde Kade |        | Genehmigt durch das Ministerium des Innern am 30. Juni 1992: „In Rot auf blauem Schildfuß ein silbernes Lamm, eine silberne Fahnenstange mit silberner Kreuzesfahne tragend. In der rechten oberen Ecke eine silberne Lilie, darunter drei goldene Sterne.“ |
| Gemeinde Karow |        | Gestaltet vom Magdeburger Kommunalheraldiker Jörg Mantzsch, genehmigt 2002: „Gespalten von Grün und Silber, vorn 3 silberne Orgelpfeifen, hinten pfahlweise 2 grüne Rhomben, belegt mit je einer silbernen Ähre.“ |
| Gemeinde Klietznick |        | Genehmigt ????: „.“ Zum 20. Juli 1950 wurde die bis dahin eigenständige Gemeinde Klietznick nach Jerichow eingemeindet. |
| Gemeinde Klitsche |        | Genehmigt durch den Landrat des Landkreises Jerichower Land am 28. Oktober 2008: „In Silber ein linkshin schreitender golden bewehrter und rot gezungter blauer Hahn mit rotem Kamm, Gesicht und Lappen auf einem mit einem silbernen Wellenbalken belegten grünem Berg.“ Die Farben der Gemeinde sind: Blau/Silber (Weiß). |
| Gemeinde Nielebock |        | Genehmigt durch den Landrat des Landkreises Jerichower Land am 4. Juni 2008: „Gespalten von Gold und Rot mit durch einen silbernen Wellenbalken abgeteiltem grünen Schildfuß, vorn drei grüne Ähren, hinten ein steigender silberner Ziegenbock.“ Die Farben Nielebocks sind: Grün–Gold (Gelb). |
| Gemeinde Redekin |        | Genehmigt durch den Landrat des Landkreises Jerichower Land am 31. Juli 2008: „Grün über Silber durch goldene Leiste geteilt, oben eine goldene Glocke begleitet von zwei zum Schildrand hin schräg gestellten goldenen Ähren, unten drei schwarze Schrägbalken.“ Die Farben der Gemeinde sind: Gold (Gelb)/Grün. |
| Gemeinde Roßdorf |        | Gestaltet von der Magdeburger Heraldikerin Erika Fiedler, genehmigt durch Urkunde des Regierungspräsidenten in Magdeburg am 7. November 1997: „In Silber auf grünem Hügel vor einer linksgestellten grünen Eiche mit drei goldenen Früchten ein schreitendes schwarzes Pferd mit goldenen Hufen.“ |
| Gemeinde Schlagenthin |        | Gestaltet vom Magdeburger Kommunalheraldiker Jörg Mantzsch, genehmigt durch den Landrat des Landkreises Jerichower Land am 11. August 2008: „Im goldenen Schild mit schräglinkem blauen Wellenbalken ein großer silberner Herzschild, darin eine grüne Eiche auf grünem Berg, der Berg belegt mit einer silbern bordierten roten Rose mit goldenem Butzen und grünen Kelchblättern.“ Die Farben der Gemeinde sind: Blau/Gold (Gelb). |
| Gemeinde Wulkow |        | Gestaltet vom Magdeburger Kommunalheraldiker Jörg Mantzsch, genehmigt durch den Landrat des Landkreises Jerichower Land am 21. November 2008: „In Blau auf einem gewölbten goldenen Schildfuß sitzend ein heulender silberner Wolf und ein von dessen Kopf überdeckter ungebildeter goldener Vollmond.“ Die Farben der Gemeinde sind: Silber (Weiß)/Blau. |
| Gemeinde Zabakuck |        | Gestaltet vom Magdeburger Kommunalheraldiker Jörg Mantzsch, genehmigt durch den Landrat des Landkreises Jerichower Land am 4. Dezember 2008: „Geviert von Silber und Grün; Feld 1 und 4: ein zur Mitte gewendeter sitzender grüner Frosch, Feld 2 und 3: ein goldenes Feuer.“ Die Farben der Gemeinde sind: Grün/Silber (Weiß). |
| |        | |
| Stadt Möckern |        | |
| - Gemeinde Büden - Gemeinde Dörnitz - Gemeinde Drewitz - Gemeinde Friedensau - Gemeinde Grabow - Gemeinde Hobeck - Gemeinde Hohenziatz - Gemeinde Krüssau - Gemeinde Küsel - Gemeinde Loburg - Gemeinde Lübars - Gemeinde Magdeburgerforth - Gemeinde Möckern - Gemeinde Reesdorf - Gemeinde Rietzel - Gemeinde Rosian - Gemeinde Schweinitz - Gemeinde Stegelitz - Gemeinde Stresow - Gemeinde Theeßen - Gemeinde Tryppehna - Gemeinde Wallwitz - Gemeinde Wörmlitz - Gemeinde Wüstenjerichow - Gemeinde Zeddenick - Gemeinde Zeppernick - Gemeinde Ziepel |        | |
| Gemeinde Möser Zum 1. Januar 2010 schlossen sich die Gemeinden Hohenwarthe, Körbelitz, Lostau, Möser, Pietzpuhl und Schermen der Verwaltungsgemeinschaft Biederitz-Möser zur neugebildeten Einheitsgemeinde Möser zusammen. |        | |
| - Gemeinde Hohenwarthe - Gemeinde Körbelitz - Gemeinde Lostau - Gemeinde Möser - Gemeinde Pietzpuhl - Gemeinde Schermen |        | |

## Historische Wappen

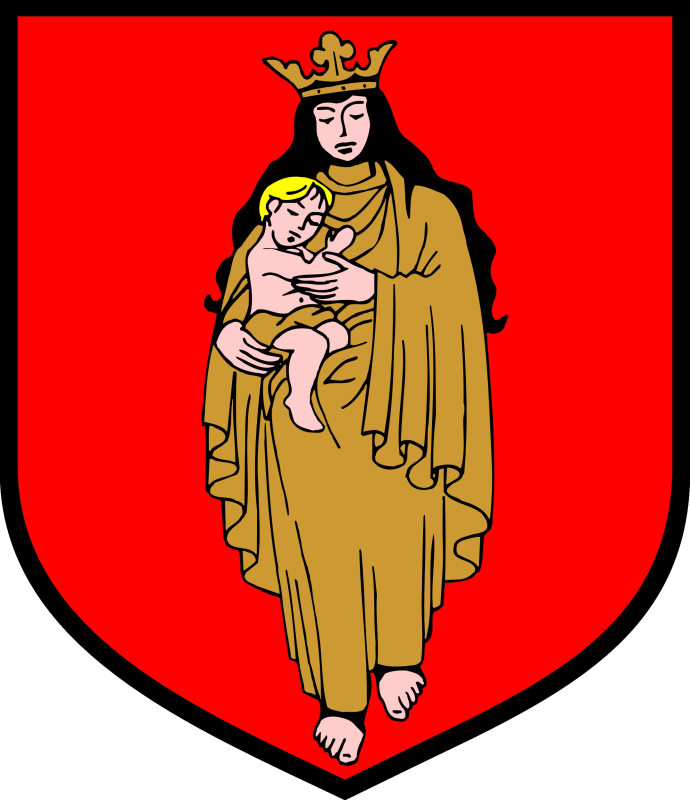
Stadt Genthin (bis 1995)